# 科雅克
科雅克（法語：Caujac，法語發音：[koʒak]）是法国上加龙省的一个市镇，属于米雷区。

## 地理
科雅克（43°17'56"N, 1°28'5"E）面积10.82 平方千米，位于法国奧克西塔尼大區上加龙省，该省份为法国西南部内陆省份，西南端与西班牙接壤，自此顺时针与上比利牛斯省、热尔省、塔恩-加龙省、塔恩省、奥德省和阿列日省接壤。
与科雅克接壤的市镇（或旧市镇、城区）包括：欧特里沃、桑特加贝勒、埃斯佩尔斯、加亚克图尔扎、格拉扎克。

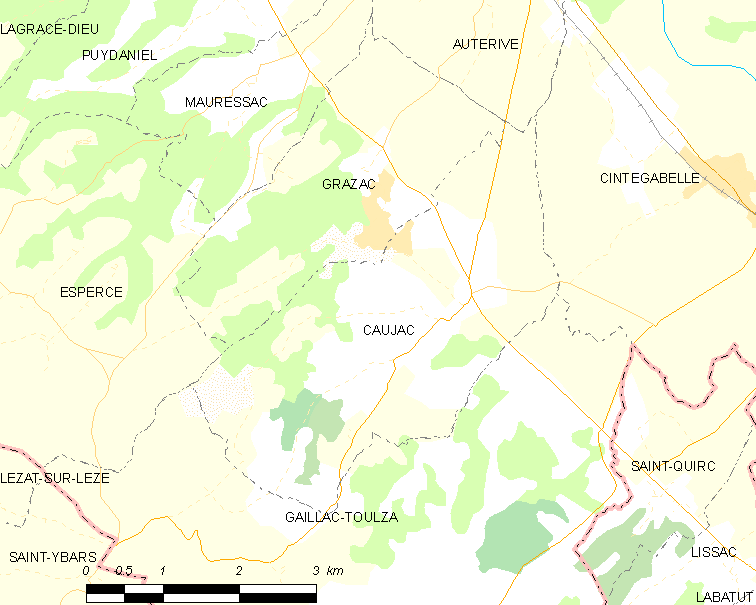
科雅克的OSM定位图

科雅克的时区为UTC+01:00、UTC+02:00（夏令时）。

## 行政
科雅克的邮政编码为31190，INSEE市镇编码为31128。

## 政治
科雅克所属的省级选区为欧特里沃县。

## 人口

1962-2008年间科雅克人口变化图示

科雅克于2022年1月1日时的人口数量为864人。